# Ochtumniederung bei Brokhuchting
Die Ochtumniederung bei Brokhuchting ist ein Naturschutzgebiet im Stadtteil Huchting und im Ortsteil Strom der Stadtgemeinde Bremen.

## Allgemeines
Das Naturschutzgebiet ist 375 Hektar groß. Es ist im Naturschutzbuch der Stadtgemeinde Bremen unter der Nummer 16 eingetragen. Das Naturschutzgebiet ist größtenteils Bestandteil des EU-Vogelschutzgebietes „Niedervieland“. Der Flusslauf der Ochtum durch das Naturschutzgebiet und dessen Ufer sind Bestandteil des FFH-Gebietes „Bremische Ochtum“. Das Naturschutzgebiet grenzt an mehreren Stellen an Landschaftsschutzgebiete, darunter im Norden an das Landschaftsschutzgebiet „Niedervieland-Wiedbrok-Stromer Feldmark“ und im Westen an die in Niedersachsen liegenden Landschaftsschutzgebiete „Ochtumniederung“ und „Bywisch-Hullen-Schohasbergen“. Das Gebiet, das seit 1968 als Landschaftsschutzgebiet ausgewiesen war, steht seit dem 15. Dezember 1998 unter Naturschutz. Zuständige Naturschutzbehörde ist der Senator für Umwelt, Bau und Verkehr.

## Beschreibung
Das Schutzgebiet liegt im Südwesten Bremens im Niedervieland. Es wird von der Ochtum und der Alten Ochtum sowie zahlreichen Fleeten und Gräben durchzogen. Im Nordwesten fließt Varreler Bäke durch das Schutzgebiet, bevor sie in die Ochtum mündet. Im Naturschutzgebiet sind mehrere, zum Teil angelegte, Stillgewässer zu finden sowie Altarme im Bereich der Alten Ochtum.
Das heutige Naturschutzgebiet war noch in den 1980er-Jahren ein relativ trockenes und überwiegend intensiv bewirtschaftetes Gebiet. Im Zuge von Ausgleichsmaßnahmen für die Erschließung von Gewerbeflächen im Umfeld des Neustädter Hafens, bei der Feuchtwiesen verloren gingen, wurde die Nutzung des Gebietes extensiviert und Ackerflächen zu Grünland umgewandelt. Seit Mitte der 1980er-Jahre entstanden so Überschwemmungsflächen, Gräben und Stillgewässer, Feuchtwiesen und Feuchtbrachen. Die weitere landwirtschaftliche Nutzung der Flächen erfolgte fortan extensiv. Eine weitere Aufwertung erfuhr das Gebiet Ende der 1980er-Jahre, als im Zuge der Erweiterung des Flughafens Bremen die Ochtum verlegt und dabei naturnah gestaltet wurde.

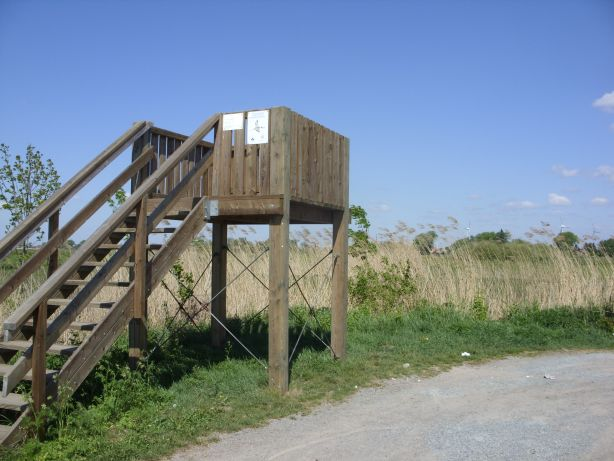
Aussichtsplattform im Naturschutzgebiet

Das Naturschutzgebiet wird von Feuchtwiesen und Feuchtbrachen mit Sümpfen, Hochstaudenfluren, Röhrichten, Flutrasen und Auengebüsch geprägt. Die Wiesen werden teilweise als Grünland extensiv landwirtschaftlich genutzt. Im Nordwesten des Schutzgebietes ist ein Polder als Überschwemmungsgebiet angelegt. In den Wintermonaten werden auch die Wiesen im Schutzgebiet häufig überschwemmt. Das Naturschutzgebiet hat dadurch eine große Bedeutung für rastende Wasser- und Watvögel. Eine besondere Bedeutung hat das Gebiet auch als Brutgebiet für Wiesenvögel.
Im Naturschutzgebiet sind u. a. Kiebitz, Rotschenkel, Uferschnepfe, Bekassine, Löffelente, Knäkente, Tüpfelsumpfhuhn, Beutelmeise, Blaukehlchen und Eisvogel heimisch. Die Gewässer sind Lebensraum verschiedener Fische, Amphibien und Libellen, z. B. Keilflecklibelle, Früher Schilfjäger und Grüne Mosaikjungfer sowie zahlreicher anderer Insekten, darunter die Sumpfschrecke.
In den Gräben und an deren Ufer siedeln u. a. Krebsschere, Froschbiss und Wasserfeder, Spitzblättriges, Stumpfblättriges und Flachstängeliges Laichkraut. In den Altarmen der Ochtum hat sich die Gelbe Teichrose ausgebreitet. Die Grünländer beherbergen neben anderen Sumpfplatterbse, Sumpfdotterblume, Wassergreiskraut, Kleinen und Großen Klappertopf, Kuckuckslichtnelke, Wiesenflockenblume, Gelbe Wiesenraute, Trespen-Federschwingel und Traubige Trespe.
Durch das Schutzgebiet verläuft eine Straße zwischen dem Bremer Stadtteil Huchting und dem Ortsteil Strom sowie die Güterbahn mit einem Rangierbahnhof zwischen der Bahnstrecke Bremen–Oldenburg und dem Neustädter Hafen.
Im Naturschutzgebiet befinden sich mehrere Stellen für die Naturbeobachtung, so eine Aussichtsplattform am Südrand des Überschwemmungspolders sowie zwei Aussichtshügel in der Nähe der Ochtum im Südosten.